# Znovu ve hře
Znovu ve hře (v anglickém originále Second Act) je americký romantický komediální film, který zrežíroval Peter Segal a napsali Elaine Goldsmith-Thomas a Justin Zackham. Hlavní role hrají Jennifer Lopez, Leah Remini, Annaleigh Ashford, Vanessa Hudgens, Dan Bucatinsky, Freddie Stroma, Milo Ventimiglia, Treat Williams a Larry Miller. 

## Obsazení
- Jennifer Lopez jako Maya
- Vanessa Hudgens jako Zoe
- Leah Remini jako Joan
- Annaleigh Ashford jako Hildy
- Freddie Stroma jako Ron
- Dan Bucatinsky jako Arthur
- Milo Ventimiglia jako Trey
- Treat Williams jako Anderson Clarke
- Larry Miller jako Weiskopf
- Charlyne Yi
- Dave Foley jako Felix Herman
- Alan Aisenberg jako Chase
- Dierdre Friel jako Ant
- John James Cronin jako Otto

## Produkce
V červnu roku 2017 podepsala smlouvu herečka Jennifer Lopez. V říjnu roku 2017 se k obsazení připojili Leah Remini, Annaleigh Ashford, Vanessa Hudgens, Dan Bucatinsky a Freddie Stroma. V listopadu 2017 se připojili Milo Ventimiglia, Treat Williams, Larry Miller, Dave Foley, Charlyne Yi a Alan Aisenberg.

### Natáčení
Natáčení bylo zahájeno dne 23. října 2017 v Queensu v New Yorku a pokračovalo se v Bronxu a na Manhattanu. Natáčení bylo ukončeno dne 15. prosince 2017.